# تاريخ الجبل الأسود

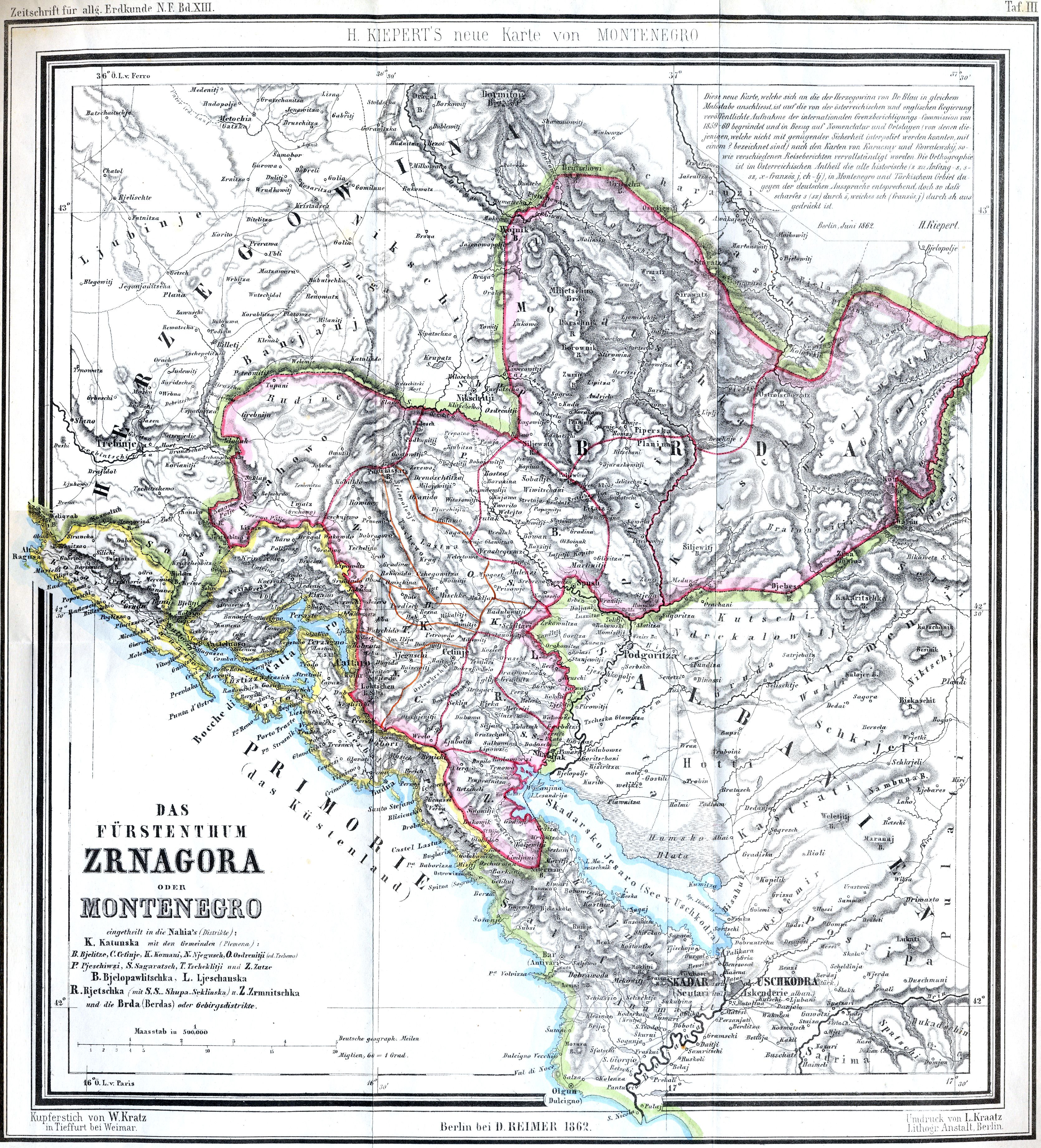
إمارة الجبل الأسود عام 1862

بدأ تاريخ الجبل الأسود في العصور الوسطى المبكرة في مقاطعة دالماتيا الرومانية السابقة التي تُدعى حاليًا الجبل الأسود. كانت هناك ثلاث إمارات على أراضي الجبل الأسود في القرن التاسع: دوكليا، التي تقابل النصف الجنوبي تقريبًا، وترافونيا في الغرب، وصربيا في الشمال. قاد ستيفان فويسلاف ثورة في عام 1042 أدت إلى استقلال دوكليا وتأسيس سلالة فويسلافليفيتش الحاكمة. ازداد أوج دوكليا في عهد ميهايلو ابن فويسلاف (1046-1081) وحفيده بودين (1081-1101). حلّت زيتا محل دوكليا بحلول القرن الثالث عشر عند الإشارة إلى المملكة. أصبح جنوب الجبل الأسود (زيتا) في أواخر القرن الرابع عشر تحت حكم عائلة بالشيتي النبيلة ثم عائلة تسرنويوفيتشي النبيلة، وبدأت الإشارة إلى زيتا في كثير من الأحيان باسم تسِرنا غورا (باللغة البندقية: مونتي نيغرو) بحلول القرن الخامس عشر.
وقعت أجزاء كبيرة من الجبل الأسود تحت سيطرة الدولة العثمانية منذ عام 1496 حتى عام 1878، وكانت أجزاء أخرى تحت سيطرة جمهورية البندقية. استلم أمراء الأساقفة (فلاديكاس) من ستنيي الحكم منذ عام 1515 حتى عام 1851، حكمت عائلة بيتروفيتش نييغوشي حتى عام 1918، أصبحت المنطقة جزءًا من يوغوسلافيا منذ عام 1918، أعلن الجبل الأسود الاستقلال في 3 يونيو عام 2006؛ وذلك على أساس استفتاء الاستقلال الذي أجري في 21 مايو من ذلك العام.

## الفترة الحديثة المبكرة
سيطرت جمهورية البندقية على سواحل الجبل الأسود الحالية منذ عام 1420 حتى عام 1797، أصبحت المنطقة المحيطة بكاتارو (كوتور) في تلك القرون الأربعة جزءًا من ألبانيا البندقية.

### النضال من أجل الحفاظ على الاستقلال (1496–1878)
كان جزءًا من الجبل الأسود اليوم، الذي يُدعى إقليم السنجق (الذي لم يكن تاريخيًا جزءًا من الجبل الأسود حتى عام 1912) تحت السيطرة العثمانية منذ عام 1498 حتى عام 1912؛ بينما كان الجزء الغربي من ساحل الجبل الأسود تحت السيطرة جمهورية البندقية، وكانت بقية أجزاء الجبل الأسود مستقلة منذ عام 1516 عند انتخاب عشائر الجبل الأسود الأسقف فافيلا حاكمًا للمملكة، وأصبحت بذلك مملكة ثيوقراطية. خضعت مراكز المدن الصغيرة فقط لسيطرة العثمانيين، ولكن الجبال والمناطق الريفية كانت مستقلة بحكم الواقع، وتسيطر عليها العديد من عشائر الجبل الأسود التي كانت مجموعات محاربة.
قُسِّم شعب الجبل الأسود إلى عشائر. تحول كل ذكور العشائر البالغين إلى محاربين وشاركوا في الحروب. حكم العشائر زعماء القبائل الذين كانوا أيضًا قادة عسكريين للعشائر. اجتمع جميع زعماء العشائر عدة مرات في السنة في زبور (المجلس) في ستنيي، عاصمة الجبل الأسود، لاتخاذ قرارات مهمة للأمة، ولحل الخلافات الدموية، وإعلان الحروب.
قُسِّم الجبل الأسود المستقل في ذلك الوقت إلى ثلاثة أجزاء:
- الجبل الأسود القديم، والذي تضمن أراضي مدينة ستنيي الحالية وجزءًا من دانيلوفغراد. كانت منطقة الجبل الأسود القديم مركز الجبل الأسود وكانت ستنيي العاصمة. عاش أساقفة الجبل الأسود في ستنيي ومارسوا الحكم منها.
- تضم بردا (التلال) أراضي شمال شرق الجبل الأسود. عُرفت هذه المنطقة أيضًا باسم «التلال السبعة» (سيدام بردا) بسبب سكانها المكونين من سبع عشائر من الجبل الأسود: فاسوييفيتشي، وبيلوبافليتشي، وبيبيري، وكوتشي، وبراتونوتشي، وموراتشا، وروفكا. كانت العشائر بقيادة أمراء الحرب (قادة الحرب)، سواء الذين استلموا القيادة بالانتخاب أو بالوراثة.
- الهرسك القديمة، وهي منطقة تقع في غرب الجبل الأسود والتي كانت جزءًا من ولاية الهرسك التي لم تدم طويلاً في العصور الوسطى.

أُعلِن في عام 1514 عن إقليم الجبل الأسود الخاضع للسيطرة العثمانية على أنه سنجق منفصل من الجبل الأسود بأمر من السلطان بايزيد الثاني. كان أول سنجق بكي (أمير السنجق) معينًا بالاختيار الستانيشا سكندربيغ كرنويفيتش ابن إيفان كرنويفيتش، الذي اعتنق الإسلام، وحكم حتى عام 1528. لم يكن للعثمانيين سلطة حقيقية في الجبل الأسود، وذلك على الرغم من قسوة سكندربيغ الشديدة. انتخب شعب الجبل الأسود الأسقف فافيل في عام 1516 أميرًا أسقفًا للجبل الأسود.

#### الأساقفة المنتخبون (1516–1696)
انتخب عشائر وشعب الجبل الأسود الأساقفة لمدة 180 عامًا بعد تعيينهم الأول، وهو ترتيب انتهى لصالح النظام الوراثي في عام 1696. كان شعب الجبل الأسود خلال معظم هذه الفترة في صراع دائم من أجل البقاء ضد الإمبراطورية العثمانية.
غزا أحد المتظاهرين بالسلطة في الجبل الأسود، وهو أحد أفراد عائلة كرنويفيتش الذين اعتنقوا الإسلام، الجبل الأسود، تمامًا مثل الستانيشا قبل ثلاثين عامًا، وبنفس النتيجة. صد فوكوتيتش، الحاكم المدني، هجوم الأتراك. حاصر شعب الجبل الأسود، المحفزون بالانتصار، يايتسي في البوسنة والهرسك الحديثة، حيث كانت الحامية المجرية مطوقة من قبل الجيش العثماني. كان الأتراك منشغلين بالحرب المجرية لدرجة أنهم لم يتمكنوا من الانتقام. وقع الغزو العثماني التالي للجبل الأسود عام 1570.
صمت المؤرخون الوطنيون عن موضوع الخاراش (ضريبة في الإمبراطورية العثمانية)، والتي يقال إن الغزاة فرضوها على سكان الجبال الحرة. ربما كان رفض عشائر الجبل الأسود ذات الروح العالية لدفع الضرائب لفترة أطول هو سبب غزو الباشا في عهد الأسقف روفيم؛ وذلك عندما طُرِد الأتراك مع خسارة فادحة في معركة ليشكوبولييه في عام 1604. هاجم حوالي 1500 محارب من محاربي الجبل الأسود المعسكر التركي في حقل ليشكوبولييه خلال الليل، والذي ضم 10 آلاف جندي عثماني.
جمع أرسلان باشا في عام 1613 جيشًا يضم أكثر من 40 ألف رجل لمهاجمة جزء من الجبل الأسود القديم. كان عدد الجنود العثمانيين ضعف عدد سكان الجبل الأسود القديم. التقى الجبل الأسود بالجيش التركي في 10 سبتمبر، إذ هُزم في نفس مكان اللقاء سكندربيغ كرنويفيتش منذ ما حوالي قرن من الزمان. بلغ عدد رجال الجبل الأسود 4000 رجل، وذلك على الرغم من انضمام بعض رجال القبائل المجاورة، وكان بذلك عدد الأتراك يفوق عددهم تمامًا. تمكن الجبل الأسود من هزيمة الأتراك، وأصيب أرسلان باشا بجروح، ونُقل رؤساء نوابه في القيادة ومئة من الضباط الأتراك وعُلقوا على أسوار ستنيي. تراجعت القوات العثمانية في حالة من الفوضى، وغرق كثيرون في مياه نهر موراتشا، وقُتِل آخرون على يد مطاردون من الجبل الأسود.
وقع كثير من الضوء على حالة الجبل الأسود في هذه الفترة، وشُرِحت أسباب نجاحها الثابت في الحرب حتى في مواجهة الصعاب المخيفة من خلال روايات الكاتب المعاصر ماريانو بوليزا. عاش هذا المؤلف، أرستقراطي البندقية، في كوتور في أوائل القرن السابع عشر، وقضى وقتًا طويلاً في الجبل الأسود القديم، ونشر في عام 1614 وصفًا لستنيي. بلغ مجموع سكان ستنيي الذكور المتاحين للحرب 8027 شخصًا موزعين على ثلاثة وتسعين قرية.
كانت حالة البلاد في هذه الفترة غير مستقرة بطبيعة الحال. كانت الحرب هي الاحتلال الرئيسي لسكانها بسبب الضرورة المطلقة، وانعدمت فنون السلام. اختفت المطبعة التي كانت نشطة بشكل قوي قبل قرن من الزمان. كانت سيطرة الأمير الأسقف على النواحي الخمس، التي كانت تشكل الإمارة آنذاك، ضعيفة، وضمت العاصمة نفسها عدد قليل من المنازل، وكان هناك نظام حكم محلي. قُسِّمت كل ناحية إلى قبائل، وترأس كل منها زعيم كان بمثابة القاضي في النزاعات بين رجال العشائر.